# СВЛ-1 (Система викреслювання ліній-1)
СМЛ-1 (Система Малювання Ліній-1) був каліграфічним (векторним, а не растровим) дисплейним процесором та пристроєм зображення, створеним Evans & Sutherland. Це був перший графічний пристрій із Графічним процесором. 

## Особливості

Структурна схема системи малювання лінії Еванса та Сазерленда 1

Це контролювали різні хост-комп'ютери. Прямі лінії плавно зображалися в анімації в реальному часі. Загальні принципи роботи були подібні до систем, що застосовуються сьогодні: матриці перетворення 4x4, вершини 1x4. Реальні можливості включали моделювання польоту (у брошурі продукту є скріншоти посадки на перевізник), наукові зображення та системи ГІС. 

## Історія
Перший СМЛ-1 був відправлений замовнику (BBN) у серпні 1969 року. Було побудовано лише кілька таких систем. Один був використаний Лос-Анджелес Таймс як їх перший комп’ютер із набором / компонуванням. Один поїхав до Науково-дослідного центру НАСА Еймса з досліджень людських факторів. Інший був куплений 
портовим управлінням Нью-Йорка та Нью-Джерсі для розробки тренера пілотів-буксирів для навігації в гавані. У Динамічному моделюванні MIT був такий, і була програма для перегляду поточної гри у Maze War.  

## Дивись також
- Західний резервний університет Кейса, де Project Logos мав LDS-1.

## Зовнішні посилання
- Документація LDS-1 [Архівовано 5 травня 2010 у Wayback Machine.]